# Filosofia cinese

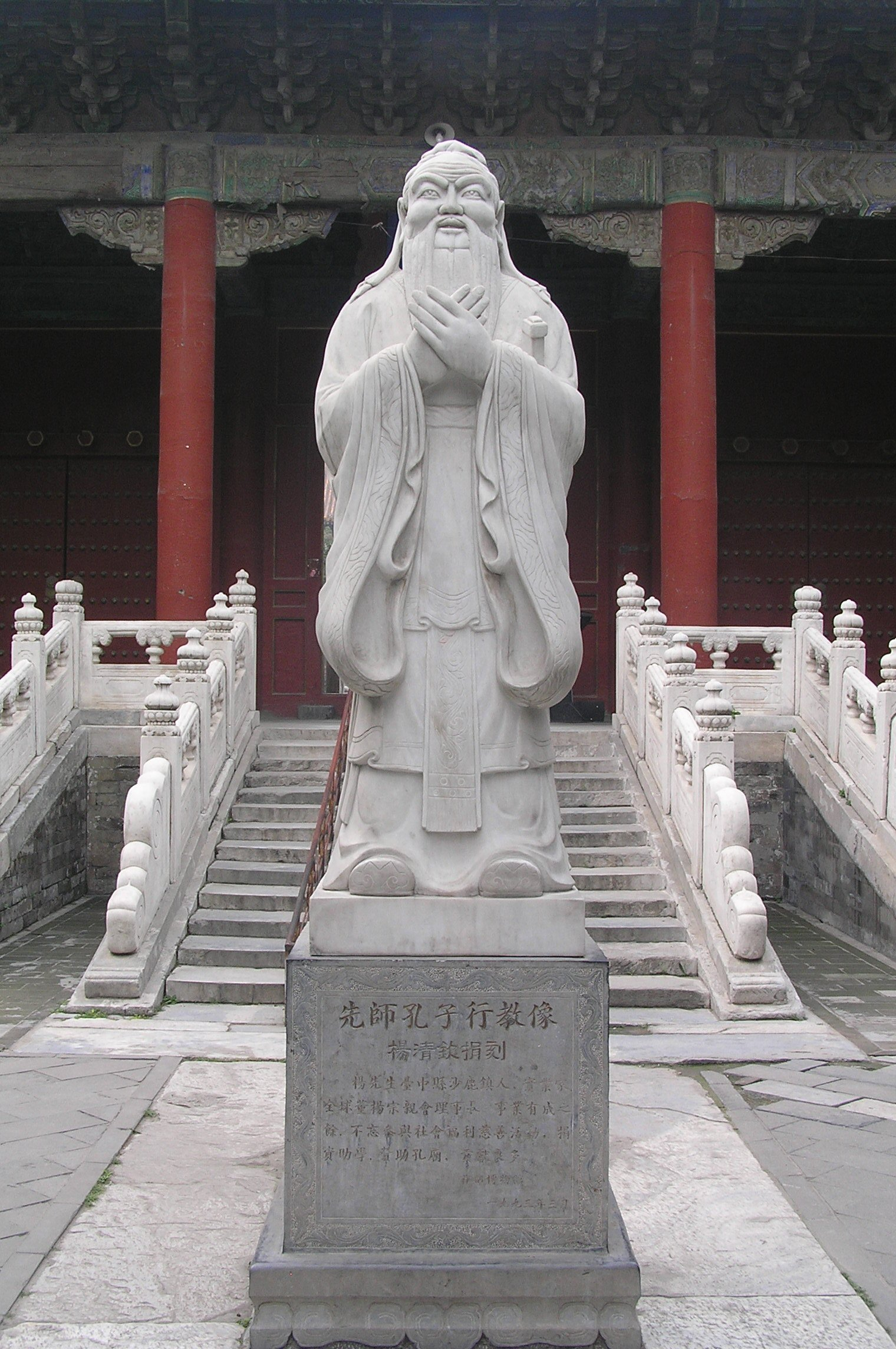
Statua di Confucio

La filosofia cinese ha origine nel periodo delle primavere e degli autunni e nel periodo dei regni combattenti, nel corso di un periodo noto come "cento scuole di pensiero", che è stato caratterizzato da significativi sviluppi culturali e intellettuali. Anche se gran parte della filosofia cinese inizia nel periodo dei regni combattenti, i suoi elementi esistono da migliaia di anni: alcuni possono essere trovati nel Libro dei Mutamenti, un antico compendio di divinazione che risale attorno al 672 a.C.

## Scuole
Il primo importante storico cinese Sima Qian classifica le scuole di pensiero in sei categorieː Yin-yang o "Scuola dei naturalisti", confucianesimo (Rujia), moismo (Mojia), Scuola dei Nomi (Mingjia),  legismo (Fajia), e  taoismo (Daojia)-
Dopo la dinastia Qin, il confucianesimo divenne la scuola filosofica dominante in Cina. I più grandi rivali del confucianesimo erano il legalismo ed il moismo. Il legalismo si dimostrò come una filosofia coerente, che però scomparve in gran parte a causa della sua reazione contro il regime autoritario Qin Shi Huang. In questo caso, però, molte idee avrebbero continuato ad influenzare la filosofia cinese fino alla fine del dominio imperiale durante la rivoluzione Xinhai.
Sotto la dinastia Tang vi fu la crescita esponenziale dello sviluppo del buddhismo zen; mentre il neoconfucianesimo divenne molto popolare durante la dinastia Song e quella Ming e questo era dovuto soprattutto all'eventuale combinazione di filosofie del confucianesimo e zen.
Il confucianesimo, che prende il nome dal suo ideatore Confucio, il quale visse dal 551 al 479 a.C., è basato sull'etica e sulla politica e si sofferma soprattutto sulla morale personale e governativa, sulla correttezza dei rapporti sociali, della giustizia, sul tradizionalismo e sulla sincerità. 
Il confucianesimo, insieme al legalismo, è la filosofia responsabile della nascita della meritocrazia, che sostiene come il criterio di merito dovrebbe essere determinante ai fini dell'educazione e del carattere, anziché la provenienza, l'appartenenza familiare, la ricchezza o la classe sociale. Il confucianesimo, inoltre, è stato e continua ad essere di grande influenza nella cultura cinese e anche nelle aree circostanti del Sud-est asiatico.
Nel corso dei secoli XIX e XX, la filosofia cinese si integrò con i concetti chiave della filosofia occidentale. I rivoluzionari contrari alla dinastia Qing coinvolti nella rivoluzione Xinhai, vedevano nella filosofia occidentale l'alternativa alle tradizionali scuole filosofiche cinesi. Gli studenti del Movimento del 4 maggio 1919 auspicavano l'abolizione delle vecchie istituzioni e delle pratiche della Cina imperiale. Durante questo periodo, gli studiosi cinesi cercarono di incorporare le ideologie filosofiche occidentali, come la democrazia, il marxismo, il socialismo, il liberalismo, il repubblicanesimo, l'anarchismo ed il nazionalismo, alle filosofie cinesi. Gli esempi più notevoli sono rappresentati dall'ideologia dei Tre Principi del Popolo di Sun Yat-sen, dal maoismo di Mao Tse-tung, quest'ultimo una "variante" tra marxismo e leninismo.
Nella moderna Repubblica popolare cinese, l'ideologia ufficiale è rappresentata dal socialismo di economia e di mercato di Deng Xiaoping.
Anche se la Repubblica popolare cinese è storicamente stata ostile alla filosofia della Cina antica, le influenze del passato sono tuttora profondamente radicate nella cultura cinese. Nel periodo successivo alla riforma economica cinese (dopo il 1978), la filosofia cinese moderna difatti è riapparsa in forme come il neoconfucianesimo.
Così come per la filosofia giapponese, anche la filosofia in Cina è diventata un melting pot di idee: essa accetta nuovi concetti nel tentativo di accordare vecchie credenze a nuove ideologie.